# Musée du Costume de Château-Chinon
Le musée du Costume, également appelé musée du Costume et des Arts et Traditions populaires du Morvan, est un musée possédant le label « Musée de France » et situé à Château-Chinon (Ville) (Nièvre).
Il permet de découvrir l'évolution de la mode française de la fin du XVIIIe siècle jusqu'au milieu du XXe siècle.
En septembre 2019, le musée ferme pour d'importants travaux de modernisation, qui concernent également le musée du Septennat. Les deux entités doivent être réunies au sein d'une nouvelle « cité muséale », désormais nommée « cité des Présents » et dont la réouverture est prévue pour le printemps 2024,,.

## Situation
Au pied de la montée du Calvaire, la colline sur le flanc de laquelle Château-Chinon (Ville) est bâtie, le musée se situe dans un ancien hôtel particulier du XVIIIe siècle qui appartenait à la famille Buteau-Ravizy.

## Collections
Créé en 1992, le musée abrite une collection d'environ 5 000 pièces. La plupart de ces pièces provienne de la collection Jules Dardy léguée en 1970 à la municipalité de Château-Chinon. D'autres sont issues de dons fait par des particuliers.
On y retrouve des vêtements de tous sexes et toutes catégories sociales, tous d'origine française :
- costumes régionaux du Morvan,
- costumes régionaux du Nivernais et d'autres provinces françaises,
- costumes dits « de mode de Paris ».

On trouvera ainsi un costume d'Arlequin et des robes à panier datant du XVIIIe siècle, des robes en mousseline du Premier Empire, des robes à crinoline du Second Empire, des robes à tournure de la Troisième République, des robes courtes des Années folles.
Des tenues folkloriques et typiquement morvandelles sont également présentées, ainsi que de nombreux accessoires, tels que des sacs, des éventails, des chaussures, des chapeaux ou des couvre-chefs.
Les différents costumes sont proposés au visiteur selon une approche historique, artistique et ethnologique